# Ambulyx siaolouensis
Ambulyx siaolouensis är en fjärilsart som beskrevs av Clark 1937. Ambulyx siaolouensis ingår i släktet Ambulyx och familjen svärmare. Inga underarter finns listade i Catalogue of Life.